# I liga 1963-1964
L'edizione 1963-64 del Campionato polacco di calcio vide la vittoria finale del Górnik Zabrze, al suo quinto titolo.
Capocannonieri del torneo furono Lucjan Brychczy (Legia Varsavia), Józef Gałeczka (Zagłębie Sosnowiec) e Jerzy Wilim (Szombierki Bytom) con 18 reti.

## Classifica finale
|     | Classifica         | G  | V  | N | P  | GF | GS | Pt |
| --- | ------------------ | -- | -- | - | -- | -- | -- | -- |
| 1.  | Górnik Zabrze      | 26 | 17 | 6 | 3  | 57 | 23 | 40 |
| 2.  | Zagłębie Sosnowiec | 26 | 13 | 5 | 8  | 55 | 41 | 31 |
| 3.  | Odra Opole         | 26 | 12 | 7 | 7  | 42 | 31 | 31 |
| 4.  | Legia Varsavia     | 26 | 13 | 5 | 8  | 44 | 36 | 31 |
| 5.  | Polonia Bytom      | 26 | 11 | 5 | 10 | 39 | 33 | 27 |
| 6.  | Szombierki Bytom   | 26 | 10 | 6 | 10 | 45 | 42 | 26 |
| 7.  | Ruch Chorzów       | 26 | 8  | 8 | 10 | 34 | 38 | 24 |
| 8.  | Unia Racibórz      | 26 | 8  | 8 | 10 | 45 | 51 | 24 |
| 9.  | Gwardia Warszawa   | 26 | 8  | 8 | 10 | 35 | 41 | 24 |
| 10. | ŁKS Łódź           | 26 | 9  | 5 | 12 | 27 | 37 | 23 |
| 11. | Stal Rzeszów       | 26 | 8  | 7 | 11 | 32 | 44 | 23 |
| 12. | Pogoń Szczecin     | 26 | 7  | 7 | 12 | 29 | 36 | 21 |
| 13. | Wisła Cracovia     | 26 | 6  | 9 | 11 | 29 | 45 | 21 |
| 14. | Arkonia Szczecin   | 26 | 5  | 8 | 13 | 30 | 45 | 18 |

### Verdetti
- Górnik Zabrze Campione di Polonia 1963-64.
- Wisła Cracovia e Arkonia Szczecin retrocesse in II liga polska.